# Reuschenberger Busch
Der Reuschenberger Busch ist ein Waldgebiet im Südosten von Neuss bei Selikum und Reuschenberg. Durchschnitten wird der Wald von der Bundesautobahn 57. Zum nördlichen Areal gehören ein großes Feuchtbiotop namens „Groov’sches Loch“ und die „Teufelsschlucht“, die mit der Betonbrücke über die Obererft ein nichtrealisierter Teil der Neusser Ring- und Hafenbahn sind. Südlich der Autobahn befinden sich der Selikumer Park mit dem Kinderbauernhof Neuss und dem Arboretum Neuss.
2015 wurde das Bruchholz des Sturms Ela von 2014 geräumt und eine Durchforstung durchgeführt. Ende 2015 fielen das dortige Feuchtgebiet und der Norfbach während der Umbauarbeiten am Epanchoir vorübergehend trocken.
Das Areal ist Landschaftsschutzgebiet.